# 马扎然区

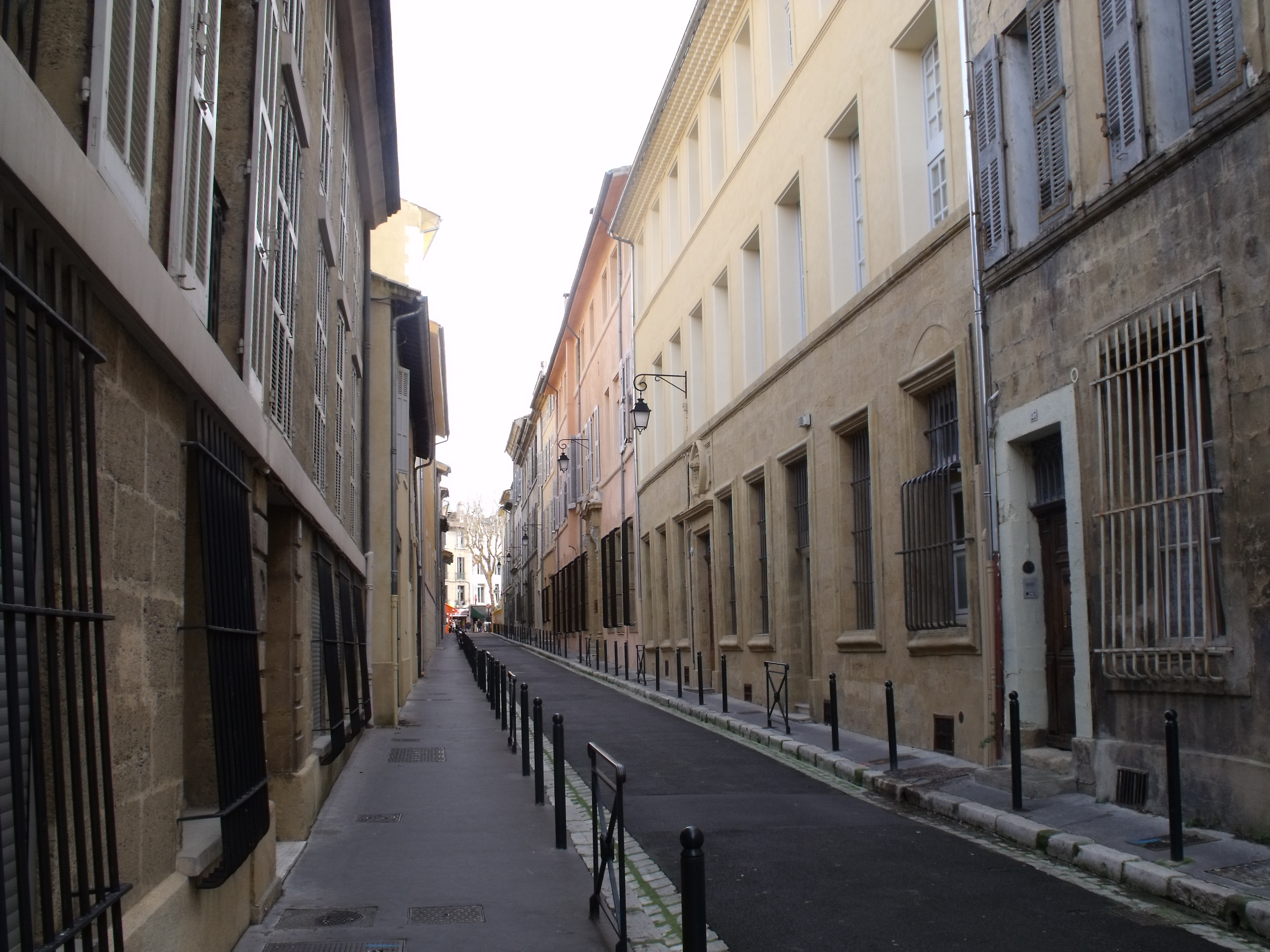

马扎然区（Quartier Mazarin）是普罗旺斯地区艾克斯市中心的一个住宅区，位于米拉波大道南侧。由艾克斯总主教儒勒·马扎然枢机兄弟在1645-8年在旧城以南规划开辟，整齐的方格网街区，包括大量的士绅府邸（hôtels particuliers）。
该区有马耳他的圣若望广场（Place Saint-Jean-de-Malte）和四海豚广场（Place des Quatre-Dauphins），前者为马耳他的圣若望教堂所在地，后者有四海豚喷泉。